# غيلبرت دوراند
غيلبرت دوراند (بالفرنسية: Gilbert Durand )‏ (و. 1921 – 2012 م) هو عالم إنسان، وفيلسوف، واجتماعي، من فرنسا، ولد في تشامبيري، توفي عن عمر يناهز 91 عاماً.

## السيرة الذاتية
كان غيلبرت دوراند أستاذاً متفرغاً في جامعة غرينوبل (بالفرنسية: Université de Grenoble)، حيث اسس مركز البحوث الخاص بدراسات الخيال (بالفرنسية: Centre de Recherches sur L'imaginaire) عام 1966، وكان تابعا للمفكر الفرنسي غاستون باشلار (1884-1962). أنشا نظرية الخيال الرمزي والمادي والتي تتمحور حول العناصر الأساسية لعلم أصل الكون لإيمبيدوكليس، مثل الأرض والهواء والماء والنار، وتأثر أيضاً بأعمال التحليل النفسي للكاتب كارل يونج وبنظريته حول اللاوعي الجماعي. ووفقاً لتلك النظرية، إقترح نهجاً أسطوريأ مبتكراً ونموزجي للخيال الإبداعي وذلك مع تطبيقات متعارف عليها في مجال فلسفة الجمال والايقونولوجيا و الايقونوجرافيا.

## التعليم
تعلم في فلسفة التجميع ‏.

## جوائز
حصل على جوائز منها:
- قائد وسام جوقة الشرف
- الصالحون بين الأمم
- جائزة بروكيت جونين [الإنجليزية]‏.